# Безымянный фильм Мартина Скорсезе
Безымянный фильм Мартина Скорсезе – предстоящая криминальная драма Мартина Скорсезе. Главные роли в фильме исполнят Дуэйн Джонсон,  Леонардо Ди Каприо и  Эмили Блант.

## Сюжет
В 1960–70-х годах на Гавайях могущественный и харизматичный криминальный босс Уилфорд Пулава поднимается к власти, создавая самую влиятельную преступную империю на островах, ведя беспощадную войну против материковых корпораций и конкурирующих синдикатов, одновременно сражаясь за сохранение своей родной земли.

## В ролях
- Дуэйн Джонсон - Уилфорд Пулава
- Леонардо Ди Каприо
- Эмили Блант

## Производство
В феврале 2025 года стало известно, что Мартин Скорсезе снимет фильм о гавайской мафии. Тогда же стало известно, что главные роли в картине исполнят Дуэйн Джонсон, Леонардо Ди Каприо и Эмили Блант. Все трое, а также сам Скорсезе выступят продюсерами. Сценарий к фильму напишет Ник Билтон. За права на фильм боролись несколько крупных студий: Warner Bros. Pictures, Netflix, Amazon Prime Video и Apple TV+. Фаворитом в битве долгое время считался Netflix, однако в марте стало известно, что права на фильм выкупила студия Disney, которая займётся производством картины, через свою компанию 20th Century Studios. В апреле 2025 года стало известно, что Ник Билтон и Дуэйн Джонсон напишут книгу для фильма.